# Мелиццано
Мелиццано (итал. Melizzano) — коммуна в Италии, располагается в регионе Кампания, подчиняется административному центру Беневенто.
Население составляет 1865 человек, плотность населения составляет 110 чел./км². Занимает площадь 17 км². Почтовый индекс — 82030. Телефонный код — 0824.
Покровителями коммуны почитаются святые апостолы Пётр и Павел, празднование 29 июня.